# Сен-Манде

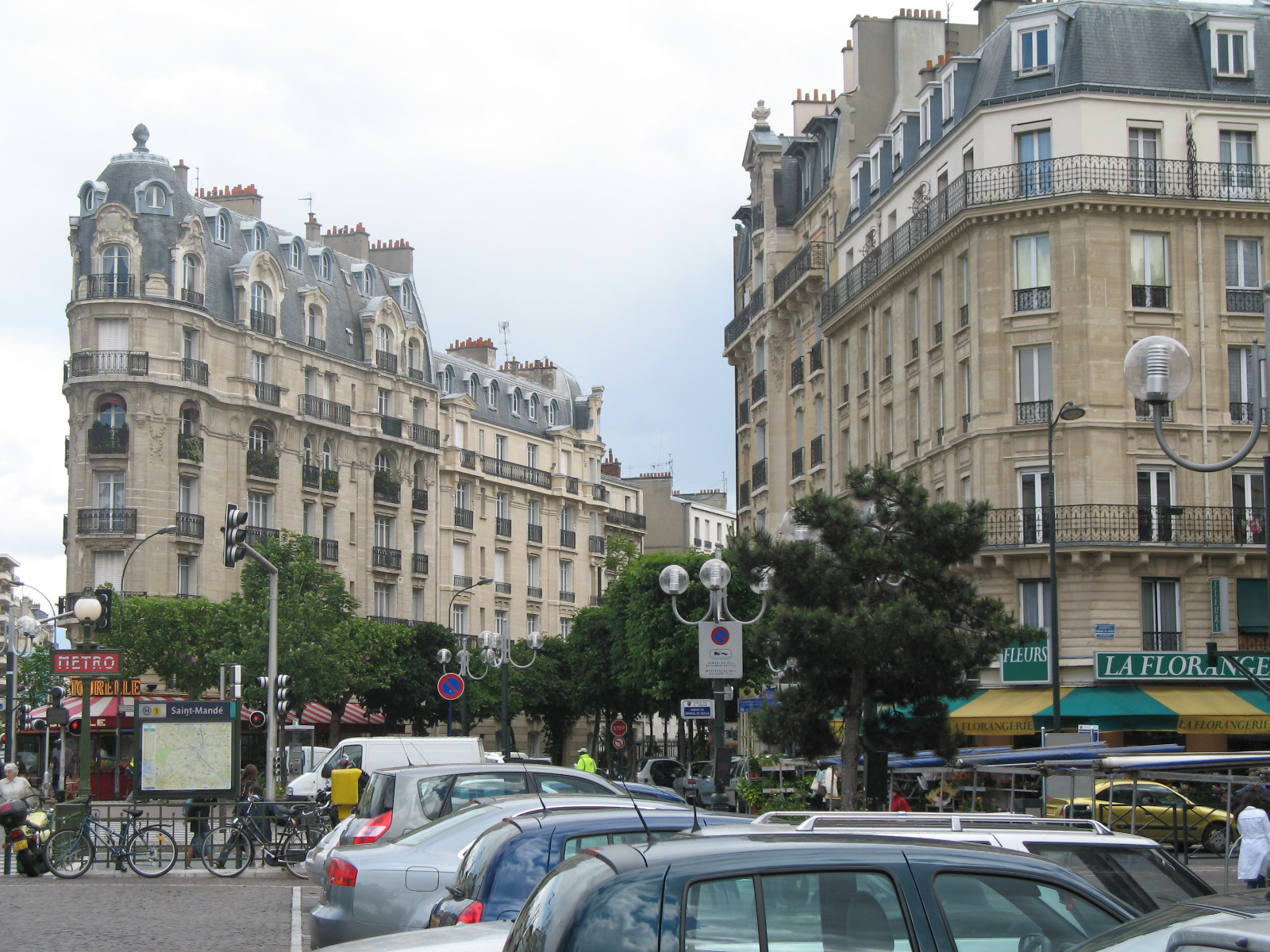

Сен-Манде́ (фр. Saint-Mandé) — місто та муніципалітет у Франції, у регіоні Іль-де-Франс, департамент Валь-де-Марн. Населення — 21 195 осіб (01.01.2021).
Муніципалітет розташований на відстані близько 6 км на схід від центру Парижа, 7 км на північний захід від Кретея.

## Демографія
Динаміка населення (INSEE ):
Розподіл населення за віком та статтю (2006):
| Стать | Всього | До 15 років | 15-24 | 25-44 | 45-64 | 65-85 | Понад 85 |
| --- | ------ | ----------- | ----- | ----- | ----- | ----- | -------- |
| Чоловіки | 10 212 | 2046        | 1132  | 3286  | 2413  | 1194  | 141      |
| Жінки | 11 989 | 2040        | 1183  | 3673  | 2762  | 1938  | 393      |
| \| Статево-вікова піраміда \| Статево-вікова піраміда \| Статево-вікова піраміда \| \| ----------------------- \| ----------------------- \| ----------------------- \| \| Чоловіки \| Вік \| Жінки \| \| 141 \| 85 + \| 393 \| \| 251 \| 80-84 \| 544 \| \| 286 \| 75-79 \| 510 \| \| 338 \| 70-74 \| 464 \| \| 319 \| 65-69 \| 420 \| \| 429 \| 60-64 \| 473 \| \| 584 \| 55-59 \| 731 \| \| 622 \| 50-54 \| 740 \| \| 778 \| 45-49 \| 818 \| \| 871 \| 40-44 \| 954 \| \| 863 \| 35-39 \| 923 \| \| 873 \| 30-34 \| 947 \| \| 679 \| 25-29 \| 849 \| \| 537 \| 20-24 \| 586 \| \| 595 \| 15-20 \| 597 \| \| 604 \| 10-14 \| 589 \| \| 714 \| 5-9 \| 728 \| \| 728 \| 0-4 \| 723 \| |        |             |       |       |       |       |          |
| Статево-вікова піраміда |        |             |       |       |       |       |          |
| Чоловіки | Вік    | Жінки       |       |       |       |       |          |
| 141 | 85 +   | 393         |       |       |       |       |          |
| 251 | 80-84  | 544         |       |       |       |       |          |
| 286 | 75-79  | 510         |       |       |       |       |          |
| 338 | 70-74  | 464         |       |       |       |       |          |
| 319 | 65-69  | 420         |       |       |       |       |          |
| 429 | 60-64  | 473         |       |       |       |       |          |
| 584 | 55-59  | 731         |       |       |       |       |          |
| 622 | 50-54  | 740         |       |       |       |       |          |
| 778 | 45-49  | 818         |       |       |       |       |          |
| 871 | 40-44  | 954         |       |       |       |       |          |
| 863 | 35-39  | 923         |       |       |       |       |          |
| 873 | 30-34  | 947         |       |       |       |       |          |
| 679 | 25-29  | 849         |       |       |       |       |          |
| 537 | 20-24  | 586         |       |       |       |       |          |
| 595 | 15-20  | 597         |       |       |       |       |          |
| 604 | 10-14  | 589         |       |       |       |       |          |
| 714 | 5-9    | 728         |       |       |       |       |          |
| 728 | 0-4    | 723         |       |       |       |       |          |

## Економіка
2010 року серед 14 822 осіб працездатного віку (15—64 років) 11 624 були активними, 3198 — неактивними (показник активності 78,4%, у 1999 році було 75,8%). З 11 624 активних мешканців працювали 10 632 особи (5191 чоловік та 5441 жінка), безробітними було 992 (443 чоловіки та 549 жінок). Серед 3198 неактивних 1680 осіб було учнями чи студентами, 569 — пенсіонерами, 949 були неактивними з інших причин.

У 2010 році у муніципалітеті числилось 9724 оподатковані домогосподарства, у яких проживали 21395,5 особи, медіана доходів виносила 32 017 євро на одного особоспоживача.

## Особистості

### Народилися в Сен-Манде
- Аліс Гі-Бланше (1871—1968) — французький кінорежисер і продюсер
- Клодет Кольбер (1903—1996) — американська акторка кіно, театру й телебачення
- Ів Фюре (1916—2009) — французький кіноактор, актор озвучування
- Мартін Кароль (1920—1967) — французька акторка театру і кіно
- Бруно Кремер (1929—2010) — французький актор.
- Патрік Піко (1951) — французький фехтувальник на шпагах, олімпійський чемпіон 1980 року.

### Померли в Сен-Манде
- Ален Мімун (1921—2013) — французький спортсмен, чемпіон в марафоні на Літніх Олімпійських іграх 1956 року в Мельбурні.

### Проживали в Сен-Манде
- Ніколя Фуке (1615—1680) — відомий французький державний діяч.
- Альфред Гревен (1827—1892) — французький скульптор, художник-карикатурист, ілюстратор і творець театральних костюмів.
- Моріс Буатель (1919—2007) — французький художник, декоратор, кераміст.
- Жульєтта Бенцоні (1920—2016) — французька письменниця, яка працювала в жанрі історичного любовного роману, журналістка.